# Obsjtina Krivodol
Obsjtina Krivodol (bulgariska: Община Криводол) är en kommun i Bulgarien.   Den ligger i regionen Vratsa, i den nordvästra delen av landet.

## Distrikt som tillhör kommunen
- Baurene
- Botunja
- Dobrusja
- Furen
- Galatin
- Glavatsi
- Golemo Babino
- Gradesjnitsa
- Kravoder
- Krivodol
- Lesura
- Osen
- Pudrija
- Rakevo
- Urovene

Samhällen i Obsjtina Krivodol:
- Krivodol
- Gradeshnitsa

## Befolkningsutveckling
| Befolkningsutvecklingen i Krivodol 1934–2011 | Befolkningsutvecklingen i Krivodol 1934–2011 | Befolkningsutvecklingen i Krivodol 1934–2011 | Befolkningsutvecklingen i Krivodol 1934–2011 | Befolkningsutvecklingen i Krivodol 1934–2011 |
| -------------------------------------------- | -------------------------------------------- | -------------------------------------------- | -------------------------------------------- | -------------------------------------------- |
|                                              |                                              |                                              |                                              |                                              |
| År                                           |                                              |                                              | Folkmängd                                    |                                              |
| 1934                                         | 1934                                         |                                              | 22 396                                       |                                              |
| 1946                                         | 1946                                         |                                              | 24 758                                       |                                              |
| 1956                                         | 1956                                         |                                              | 24 643                                       |                                              |
| 1965                                         | 1965                                         |                                              | 23 147                                       |                                              |
| 1975                                         | 1975                                         |                                              | 19 173                                       |                                              |
| 1985                                         | 1985                                         |                                              | 15 595                                       |                                              |
| 1992                                         | 1992                                         |                                              | 14 110                                       |                                              |
| 2001                                         | 2001                                         |                                              | 12 274                                       |                                              |
| 2011                                         | 2011                                         |                                              | 9 390                                        |                                              |
|                                              |                                              |                                              |                                              |                                              |